# 生活质量
马斯洛的需求金字塔上達到越高層的人
可以視同生活品質越高
| 自我实现的需求 |

| 尊重需求（社会承认需求） |

| 社交需求（社会关系需求） |

| 安全的需求 |

| 生理的需求（身体基本需求） |

生活品質（英語：Quality of Life，縮寫：QOL）是對人們生活好壞程度的一個衡量。生活品質與客觀意義上的生活水準有關，但也有所區別。簡單地說，較高的生活水準是生活品質的必要條件，但不是充分條件。除了保持基本的物質生活水準及身心健康之外，生活品質也取決於人們是否能夠獲得快樂、幸福、是與人的精神文化方面的追求，對社會與環境的認同有著密切關係。「生活品質」是包括了人們在「生活」和「物質生活」的滿足程度；生活品質主要指對生活、家庭、工作和健康等領域的滿意程度，以及對幸福和快樂等的主觀感受。